# Castillo de Higuera de Calatrava
El castillo de Higuera de Calatrava, quizá de la segunda mitad del siglo XIII, solo conserva su torre del homenaje. Se encuentra en el municipio de Higuera de Calatrava, provincia de Jaén. 

## Descripción
De las fortificaciones de Higuera de Calatrava sólo resta la torre del homenaje del castillo datado de la segunda mitad del siglo XIII o principios del XIV. Es posible que en origen fuera un fuerte caminero bereber. 
A finales del siglo XIX Madoz lo describió como un torreón cuadrado de alguna elevación, cuyo primer y segundo piso aún se puede habitar. 
Cuando los militares saquearon e incendiaron la villa, el 29 de septiembre de 1471, los únicos supervivientes de la población fueron los que se refugiaron en la fortaleza. 
En 1524 todavía se mantenía el castillo, que incluso disponía de alcaide. 
Es una torre de mampostería regular con esquinas de sillarejo. Se ve que el castillo era un pequeño fuerte defensivo dotado de pozo o manantial propio, manantiales que ya se citaban en las descripciones de Madoz como de abastecimiento del pueblo.